# Lista di asteroidi (595001-596000)
Di seguito una lista di asteroidi dal numero 595001  al 596000 con data di scoperta e scopritore.

## 595001–595100
| Nome   | Designazione provvisoria | Data di scoperta  | Scopritore                |
| ------ | ------------------------ | ----------------- | ------------------------- |
| 595001 | 2000 RE37                | 3 settembre 2000  | LINEAR                    |
| 595002 | 2000 RJ109               | 19 marzo 2009     | Mount Lemmon Survey       |
| 595003 | 2000 SU192               | 24 settembre 2000 | LINEAR                    |
| 595004 | 2000 SE377               | 23 settembre 2000 | LONEOS                    |
| 595005 | 2000 SV377               | 23 gennaio 2015   | Pan-STARRS                |
| 595006 | 2000 SC378               | 21 agosto 2004    | SSS                       |
| 595007 | 2000 SK378               | 1 marzo 2008      | Spacewatch                |
| 595008 | 2000 SO378               | 21 settembre 2000 | R. Millis, R. M. Wagner   |
| 595009 | 2000 ST378               | 14 settembre 2007 | Mount Lemmon Survey       |
| 595010 | 2000 SS379               | 18 novembre 2007  | Mount Lemmon Survey       |
| 595011 | 2000 SL380               | 21 settembre 2000 | R. Millis, R. M. Wagner   |
| 595012 | 2000 SM382               | 3 ottobre 2011    | Mount Lemmon Survey       |
| 595013 | 2000 SZ382               | 21 maggio 2004    | Spacewatch                |
| 595014 | 2000 SP383               | 19 settembre 2014 | Pan-STARRS                |
| 595015 | 2000 SN385               | 28 agosto 2011    | Pan-STARRS                |
| 595016 | 2000 SG386               | 15 ottobre 2012   | Pan-STARRS                |
| 595017 | 2000 TB1                 | 1 ottobre 2000    | LINEAR                    |
| 595018 | 2000 TY33                | 4 ottobre 2000    | W. Bickel                 |
| 595019 | 2000 TN71                | 3 ottobre 2000    | Spacewatch                |
| 595020 | 2000 TN75                | 26 maggio 2003    | Spacewatch                |
| 595021 | 2000 TU76                | 26 gennaio 2006   | Spacewatch                |
| 595022 | 2000 TJ77                | 11 ottobre 2012   | Mount Lemmon Survey       |
| 595023 | 2000 TD78                | 10 ottobre 2012   | Pan-STARRS                |
| 595024 | 2000 TW79                | 20 gennaio 2015   | Pan-STARRS                |
| 595025 | 2000 TY79                | 24 novembre 2011  | Mount Lemmon Survey       |
| 595026 | 2000 TW80                | 27 marzo 2011     | Mount Lemmon Survey       |
| 595027 | 2000 UP85                | 31 ottobre 2000   | LINEAR                    |
| 595028 | 2000 UM115               | 6 ottobre 2008    | Mount Lemmon Survey       |
| 595029 | 2000 UY115               | 31 agosto 2017    | Pan-STARRS                |
| 595030 | 2000 UE116               | 26 ottobre 2000   | Spacewatch                |
| 595031 | 2000 VD21                | 1 novembre 2000   | LINEAR                    |
| 595032 | 2000 WH52                | 27 novembre 2000  | Spacewatch                |
| 595033 | 2000 WS199               | 10 febbraio 2014  | Pan-STARRS                |
| 595034 | 2000 WV199               | 13 gennaio 2011   | Mount Lemmon Survey       |
| 595035 | 2000 WX202               | 14 settembre 2007 | Mount Lemmon Survey       |
| 595036 | 2000 WZ202               | 6 novembre 2016   | Mount Lemmon Survey       |
| 595037 | 2000 WQ203               | 15 marzo 2012     | Mount Lemmon Survey       |
| 595038 | 2000 WW204               | 11 ottobre 2005   | Spacewatch                |
| 595039 | 2000 XT55                | 9 febbraio 2005   | Mount Lemmon Survey       |
| 595040 | 2000 YB19                | 21 dicembre 2000  | Spacewatch                |
| 595041 | 2000 YH19                | 21 dicembre 2000  | Spacewatch                |
| 595042 | 2000 YD144               | 27 agosto 2003    | NEAT                      |
| 595043 | 2000 YK144               | 30 gennaio 2014   | Spacewatch                |
| 595044 | 2000 YR144               | 3 maggio 2008     | Spacewatch                |
| 595045 | 2000 YX144               | 25 dicembre 2000  | Spacewatch                |
| 595046 | 2001 AO19                | 21 dicembre 2000  | Osservatorio di Bohyunsan |
| 595047 | 2001 AT54                | 4 gennaio 2001    | AMOS                      |
| 595048 | 2001 BB12                | 19 gennaio 2001   | Spacewatch                |
| 595049 | 2001 BJ21                | 29 dicembre 2000  | AMOS                      |
| 595050 | 2001 BB84                | 20 gennaio 2009   | Mount Lemmon Survey       |
| 595051 | 2001 BA85                | 1 aprile 2013     | Mount Lemmon Survey       |
| 595052 | 2001 CE37                | 13 febbraio 2001  | Spacewatch                |
| 595053 | 2001 CH50                | 1 agosto 2016     | Pan-STARRS                |
| 595054 | 2001 CR50                | 2 febbraio 2001   | Spacewatch                |
| 595055 | 2001 CD51                | 2 febbraio 2001   | Spacewatch                |
| 595056 | 2001 DD1                 | 16 febbraio 2001  | Spacewatch                |
| 595057 | 2001 DV56                | 16 febbraio 2001  | Spacewatch                |
| 595058 | 2001 DC82                | 22 febbraio 2001  | Spacewatch                |
| 595059 | 2001 DL111               | 31 agosto 2005    | Spacewatch                |
| 595060 | 2001 DB112               | 15 maggio 2005    | Mount Lemmon Survey       |
| 595061 | 2001 DP112               | 15 febbraio 2010  | Spacewatch                |
| 595062 | 2001 DT112               | 15 marzo 2004     | Spacewatch                |
| 595063 | 2001 DO113               | 29 agosto 2002    | NEAT                      |
| 595064 | 2001 DD116               | 1 febbraio 2012   | Spacewatch                |
| 595065 | 2001 DF117               | 20 gennaio 2018   | Pan-STARRS                |
| 595066 | 2001 DJ117               | 28 novembre 2016  | Pan-STARRS                |
| 595067 | 2001 DS117               | 13 marzo 2007     | Mount Lemmon Survey       |
| 595068 | 2001 DQ118               | 20 marzo 2007     | Mount Lemmon Survey       |
| 595069 | 2001 DL119               | 29 ottobre 2008   | Mount Lemmon Survey       |
| 595070 | 2001 DZ119               | 2 gennaio 2012    | Mount Lemmon Survey       |
| 595071 | 2001 EG15                | 15 marzo 2001     | Spacewatch                |
| 595072 | 2001 EP27                | 22 aprile 2007    | Spacewatch                |
| 595073 | 2001 EB28                | 3 febbraio 2012   | Mount Lemmon Survey       |
| 595074 | 2001 FL197               | 18 marzo 2007     | Spacewatch                |
| 595075 | 2001 FT197               | 18 ottobre 2003   | Spacewatch                |
| 595076 | 2001 FB199               | 13 gennaio 2008   | Spacewatch                |
| 595077 | 2001 FG203               | 15 agosto 2009    | Spacewatch                |
| 595078 | 2001 FO206               | 21 marzo 2001     | Kitt Peak Obs.            |
| 595079 | 2001 FC214               | 22 settembre 2003 | Spacewatch                |
| 595080 | 2001 FD215               | 12 febbraio 2004  | Spacewatch                |
| 595081 | 2001 FG228               | 23 marzo 2001     | Kitt Peak Obs.            |
| 595082 | 2001 FD235               | 14 ottobre 2009   | Mount Lemmon Survey       |
| 595083 | 2001 FB244               | 6 novembre 2010   | Mount Lemmon Survey       |
| 595084 | 2001 FK244               | 5 dicembre 2005   | Mount Lemmon Survey       |
| 595085 | 2001 FZ244               | 20 novembre 2008  | Spacewatch                |
| 595086 | 2001 FO245               | 27 dicembre 2011  | Mount Lemmon Survey       |
| 595087 | 2001 FV245               | 1 marzo 2008      | Spacewatch                |
| 595088 | 2001 FF246               | 8 ottobre 2004    | Spacewatch                |
| 595089 | 2001 FN247               | 22 ottobre 2009   | Mount Lemmon Survey       |
| 595090 | 2001 FD248               | 19 gennaio 2012   | Pan-STARRS                |
| 595091 | 2001 FM248               | 16 marzo 2001     | Spacewatch                |
| 595092 | 2001 FS248               | 19 marzo 2001     | Spacewatch                |
| 595093 | 2001 HE27                | 23 aprile 2001    | LINEAR                    |
| 595094 | 2001 HC69                | 30 aprile 2005    | Spacewatch                |
| 595095 | 2001 HA71                | 17 febbraio 2018  | Mount Lemmon Survey       |
| 595096 | 2001 KA80                | 12 agosto 2013    | Spacewatch                |
| 595097 | 2001 KF81                | 30 agosto 2016    | Pan-STARRS                |
| 595098 | 2001 KF82                | 17 ottobre 2010   | Mount Lemmon Survey       |
| 595099 | 2001 KW83                | 30 agosto 2016    | Pan-STARRS                |
| 595100 | 2001 KT84                | 28 giugno 2015    | Pan-STARRS                |

## 595101–595200
| Nome   | Designazione provvisoria | Data di scoperta  | Scopritore          |
| ------ | ------------------------ | ----------------- | ------------------- |
| 595101 | 2001 KU84                | 18 gennaio 2008   | Spacewatch          |
| 595102 | 2001 KW84                | 18 ottobre 2007   | Mount Lemmon Survey |
| 595103 | 2001 KS85                | 31 marzo 2008     | Mount Lemmon Survey |
| 595104 | 2001 KG87                | 5 ottobre 2004    | Spacewatch          |
| 595105 | 2001 LC9                 | 15 giugno 2001    | LINEAR              |
| 595106 | 2001 LB20                | 4 febbraio 2005   | NEAT                |
| 595107 | 2001 LJ20                | 23 gennaio 2011   | Mount Lemmon Survey |
| 595108 | 2001 OC28                | 30 aprile 1997    | Spacewatch          |
| 595109 | 2001 OW113               | 25 luglio 2001    | AMOS                |
| 595110 | 2001 OE114               | 26 agosto 2009    | CSS                 |
| 595111 | 2001 PV15                | 19 luglio 2001    | NEAT                |
| 595112 | 2001 PO39                | 11 agosto 2001    | NEAT                |
| 595113 | 2001 PA68                | 27 novembre 2014  | Mount Lemmon Survey |
| 595114 | 2001 QM71                | 16 agosto 2001    | NEAT                |
| 595115 | 2001 QA88                | 21 agosto 2001    | Spacewatch          |
| 595116 | 2001 QE96                | 21 agosto 2001    | Spacewatch          |
| 595117 | 2001 QH170               | 23 agosto 2001    | LINEAR              |
| 595118 | 2001 QQ201               | 17 agosto 2001    | LINEAR              |
| 595119 | 2001 QZ224               | 15 agosto 2001    | AMOS                |
| 595120 | 2001 QS298               | 19 agosto 2001    | Cerro Tololo Obs.   |
| 595121 | 2001 QD303               | 19 agosto 2001    | Cerro Tololo Obs.   |
| 595122 | 2001 QZ335               | 15 aprile 2013    | Pan-STARRS          |
| 595123 | 2001 QV338               | 27 gennaio 2006   | Mount Lemmon Survey |
| 595124 | 2001 RZ4                 | 24 agosto 2001    | LINEAR              |
| 595125 | 2001 RR18                | 30 luglio 2001    | W. Bickel           |
| 595126 | 2001 RR111               | 17 agosto 2001    | NEAT                |
| 595127 | 2001 RP156               | 29 agosto 2006    | Spacewatch          |
| 595128 | 2001 RP158               | 11 settembre 2001 | Spacewatch          |
| 595129 | 2001 SY10                | 16 agosto 2001    | NEAT                |
| 595130 | 2001 SV71                | 17 settembre 2001 | LINEAR              |
| 595131 | 2001 SL88                | 19 settembre 2001 | Spacewatch          |
| 595132 | 2001 SQ99                | 19 settembre 2001 | Spacewatch          |
| 595133 | 2001 SO189               | 19 settembre 2001 | Spacewatch          |
| 595134 | 2001 SQ190               | 18 agosto 2001    | NEAT                |
| 595135 | 2001 SF229               | 18 settembre 2001 | Spacewatch          |
| 595136 | 2001 SC237               | 17 settembre 2001 | Spacewatch          |
| 595137 | 2001 SJ294               | 16 agosto 2001    | LINEAR              |
| 595138 | 2001 SW307               | 21 settembre 2001 | LINEAR              |
| 595139 | 2001 SR337               | 20 settembre 2001 | Spacewatch          |
| 595140 | 2001 SF344               | 17 agosto 2001    | NEAT                |
| 595141 | 2001 ST356               | 20 ottobre 2012   | Pan-STARRS          |
| 595142 | 2001 SG358               | 14 novembre 2007  | Spacewatch          |
| 595143 | 2001 SK362               | 18 settembre 2001 | Spacewatch          |
| 595144 | 2001 SC363               | 18 gennaio 2008   | Spacewatch          |
| 595145 | 2001 TG57                | 21 settembre 2001 | LINEAR              |
| 595146 | 2001 TL138               | 10 ottobre 2001   | NEAT                |
| 595147 | 2001 TP147               | 10 ottobre 2001   | NEAT                |
| 595148 | 2001 TA212               | 25 settembre 2001 | LINEAR              |
| 595149 | 2001 TK263               | 13 ottobre 2001   | NEAT                |
| 595150 | 2001 TW263               | 14 aprile 2004    | Spacewatch          |
| 595151 | 2001 TH264               | 28 dicembre 2013  | Spacewatch          |
| 595152 | 2001 TF268               | 15 gennaio 2018   | Pan-STARRS          |
| 595153 | 2001 TE269               | 14 ottobre 2001   | SDSS Collaboration  |
| 595154 | 2001 UK{{{2}}}           | 16 ottobre 2001   | LINEAR              |
| 595155 | 2001 UU25                | 13 ottobre 2001   | LONEOS              |
| 595156 | 2001 UC38                | 12 ottobre 2001   | LONEOS              |
| 595157 | 2001 UG80                | 20 settembre 2001 | LINEAR              |
| 595158 | 2001 UK91                | 10 ottobre 2001   | NEAT                |
| 595159 | 2001 UD102               | 20 ottobre 2001   | LINEAR              |
| 595160 | 2001 UT104               | 20 ottobre 2001   | LINEAR              |
| 595161 | 2001 UA118               | 22 ottobre 2001   | LINEAR              |
| 595162 | 2001 UA143               | 18 ottobre 2001   | NEAT                |
| 595163 | 2001 UH147               | 23 ottobre 2001   | LINEAR              |
| 595164 | 2001 UB194               | 18 ottobre 2001   | NEAT                |
| 595165 | 2001 UV232               | 28 settembre 2009 | Mount Lemmon Survey |
| 595166 | 2001 UF233               | 14 marzo 2011     | Spacewatch          |
| 595167 | 2001 UM233               | 1 novembre 2005   | Mount Lemmon Survey |
| 595168 | 2001 UX233               | 4 novembre 2007   | Spacewatch          |
| 595169 | 2001 UF237               | 30 aprile 2016    | Mount Lemmon Survey |
| 595170 | 2001 UZ237               | 8 novembre 2008   | Spacewatch          |
| 595171 | 2001 VV80                | 21 ottobre 2001   | LINEAR              |
| 595172 | 2001 VL134               | 11 novembre 2001  | SDSS Collaboration  |
| 595173 | 2001 VP134               | 1 gennaio 2008    | Spacewatch          |
| 595174 | 2001 VQ134               | 12 novembre 2001  | SDSS Collaboration  |
| 595175 | 2001 VG137               | 25 settembre 2017 | Pan-STARRS          |
| 595176 | 2001 WS4                 | 19 novembre 2001  | LINEAR              |
| 595177 | 2001 WV4                 | 16 novembre 2001  | Spacewatch          |
| 595178 | 2001 WD5                 | 20 novembre 2001  | LINEAR              |
| 595179 | 2001 WH24                | 17 novembre 2001  | Spacewatch          |
| 595180 | 2001 WK30                | 17 novembre 2001  | LINEAR              |
| 595181 | 2001 WF55                | 19 novembre 2001  | LINEAR              |
| 595182 | 2001 WZ67                | 20 novembre 2001  | LINEAR              |
| 595183 | 2001 WU79                | 20 novembre 2001  | LINEAR              |
| 595184 | 2001 WC92                | 30 novembre 2005  | Mount Lemmon Survey |
| 595185 | 2001 WL96                | 17 novembre 2001  | Spacewatch          |
| 595186 | 2001 XT60                | 10 dicembre 2001  | LINEAR              |
| 595187 | 2001 XE142               | 7 dicembre 2001   | Spacewatch          |
| 595188 | 2001 XG166               | 14 dicembre 2001  | LINEAR              |
| 595189 | 2001 XF260               | 19 novembre 2001  | LONEOS              |
| 595190 | 2001 XP268               | 12 ottobre 2006   | NEAT                |
| 595191 | 2001 XS268               | 14 dicembre 2001  | Spacewatch          |
| 595192 | 2001 XK269               | 11 gennaio 2002   | LONEOS              |
| 595193 | 2001 YC4                 | 22 dicembre 2001  | LINEAR              |
| 595194 | 2001 YE18                | 13 dicembre 2001  | NEAT                |
| 595195 | 2001 YB30                | 18 dicembre 2001  | LINEAR              |
| 595196 | 2001 YC94                | 18 dicembre 2001  | Spacewatch          |
| 595197 | 2001 YV162               | 20 dicembre 2001  | SDSS Collaboration  |
| 595198 | 2001 YN164               | 12 ottobre 2007   | Mount Lemmon Survey |
| 595199 | 2001 YX164               | 30 novembre 2005  | Spacewatch          |
| 595200 | 2002 AD47                | 9 gennaio 2002    | LINEAR              |

## 595201–595300
| Nome   | Designazione provvisoria | Data di scoperta  | Scopritore                 |
| ------ | ------------------------ | ----------------- | -------------------------- |
| 595201 | 2002 AJ76                | 8 gennaio 2002    | LINEAR                     |
| 595202 | 2002 AX125               | 11 gennaio 2002   | LINEAR                     |
| 595203 | 2002 AT210               | 14 gennaio 2002   | LONEOS                     |
| 595204 | 2002 AD211               | 22 dicembre 2008  | Mount Lemmon Survey        |
| 595205 | 2002 AK211               | 15 novembre 2006  | Mount Lemmon Survey        |
| 595206 | 2002 AO211               | 9 agosto 2015     | Pan-STARRS                 |
| 595207 | 2002 AR212               | 27 agosto 2014    | Pan-STARRS                 |
| 595208 | 2002 AJ213               | 8 luglio 2003     | NEAT                       |
| 595209 | 2002 AZ213               | 14 gennaio 2002   | Spacewatch                 |
| 595210 | 2002 AE214               | 12 gennaio 2002   | Spacewatch                 |
| 595211 | 2002 AG215               | 15 febbraio 1994  | Spacewatch                 |
| 595212 | 2002 AU215               | 6 ottobre 2016    | Pan-STARRS                 |
| 595213 | 2002 BP33                | 19 gennaio 2002   | Spacewatch                 |
| 595214 | 2002 BJ34                | 20 febbraio 2015  | Pan-STARRS                 |
| 595215 | 2002 CN10                | 6 febbraio 2002   | LINEAR                     |
| 595216 | 2002 CW171               | 8 febbraio 2002   | LINEAR                     |
| 595217 | 2002 CZ176               | 8 gennaio 2002    | NEAT                       |
| 595218 | 2002 CD190               | 20 gennaio 2002   | LONEOS                     |
| 595219 | 2002 CN222               | 7 febbraio 2002   | NEAT                       |
| 595220 | 2002 CB228               | 7 febbraio 2002   | NEAT                       |
| 595221 | 2002 CM246               | 13 febbraio 2002  | Spacewatch                 |
| 595222 | 2002 CK277               | 7 febbraio 2002   | NEAT                       |
| 595223 | 2002 CE317               | 7 febbraio 2002   | NEAT                       |
| 595224 | 2002 CJ318               | 24 luglio 2011    | SSS                        |
| 595225 | 2002 CK319               | 28 marzo 2015     | Pan-STARRS                 |
| 595226 | 2002 CR319               | 9 ottobre 2007    | Mount Lemmon Survey        |
| 595227 | 2002 CS319               | 8 febbraio 2013   | Pan-STARRS                 |
| 595228 | 2002 CU319               | 7 ottobre 2004    | Spacewatch                 |
| 595229 | 2002 CW319               | 15 settembre 2007 | Mount Lemmon Survey        |
| 595230 | 2002 CB321               | 11 novembre 2013  | Spacewatch                 |
| 595231 | 2002 CL321               | 13 febbraio 2002  | Spacewatch                 |
| 595232 | 2002 CN321               | 13 marzo 2007     | Spacewatch                 |
| 595233 | 2002 CA322               | 2 dicembre 2010   | Mount Lemmon Survey        |
| 595234 | 2002 CO322               | 17 febbraio 2015  | Pan-STARRS                 |
| 595235 | 2002 CH323               | 29 agosto 2005    | Spacewatch                 |
| 595236 | 2002 CZ323               | 24 dicembre 2006  | Spacewatch                 |
| 595237 | 2002 CA326               | 6 febbraio 2002   | R. Millis, M. W. Buie      |
| 595238 | 2002 CB326               | 3 settembre 2008  | Spacewatch                 |
| 595239 | 2002 CL326               | 21 febbraio 2002  | Spacewatch                 |
| 595240 | 2002 CR326               | 15 dicembre 2006  | Spacewatch                 |
| 595241 | 2002 CU327               | 17 gennaio 2013   | Pan-STARRS                 |
| 595242 | 2002 DJ22                | 20 febbraio 2002  | Spacewatch                 |
| 595243 | 2002 EJ23                | 5 marzo 2002      | Spacewatch                 |
| 595244 | 2002 EH25                | 3 marzo 2002      | E. E. Sheridan             |
| 595245 | 2002 EA92                | 13 marzo 2002     | LINEAR                     |
| 595246 | 2002 EM104               | 9 marzo 2002      | LONEOS                     |
| 595247 | 2002 ER109               | 9 marzo 2002      | Spacewatch                 |
| 595248 | 2002 EP126               | 6 marzo 2002      | NEAT                       |
| 595249 | 2002 EM128               | 12 marzo 2002     | NEAT                       |
| 595250 | 2002 EQ130               | 12 marzo 2002     | NEAT                       |
| 595251 | 2002 EP137               | 20 febbraio 2002  | Spacewatch                 |
| 595252 | 2002 EW143               | 13 marzo 2002     | Spacewatch                 |
| 595253 | 2002 ES152               | 15 marzo 2002     | Lick Obs.                  |
| 595254 | 2002 ER157               | 14 febbraio 2002  | Spacewatch                 |
| 595255 | 2002 EW164               | 10 ottobre 2007   | CSS                        |
| 595256 | 2002 EA165               | 30 luglio 2003    | CINEOS                     |
| 595257 | 2002 EV165               | 3 novembre 2010   | Spacewatch                 |
| 595258 | 2002 EG166               | 16 aprile 2013    | Spacewatch                 |
| 595259 | 2002 EH166               | 29 settembre 2005 | Mount Lemmon Survey        |
| 595260 | 2002 ES167               | 10 marzo 2002     | Spacewatch                 |
| 595261 | 2002 ED168               | 4 marzo 2002      | Spacewatch                 |
| 595262 | 2002 EX168               | 5 febbraio 2009   | Spacewatch                 |
| 595263 | 2002 EE169               | 9 settembre 2008  | Spacewatch                 |
| 595264 | 2002 EQ169               | 9 agosto 2013     | Spacewatch                 |
| 595265 | 2002 ES169               | 9 ottobre 2012    | Mount Lemmon Survey        |
| 595266 | 2002 EX169               | 17 febbraio 2007  | Mount Lemmon Survey        |
| 595267 | 2002 EN170               | 22 giugno 2015    | Pan-STARRS 2               |
| 595268 | 2002 ES170               | 19 gennaio 2013   | Spacewatch                 |
| 595269 | 2002 ED171               | 8 novembre 2010   | Mount Lemmon Survey        |
| 595270 | 2002 EO171               | 18 luglio 2007    | Mount Lemmon Survey        |
| 595271 | 2002 EQ171               | 6 febbraio 2013   | Mount Lemmon Survey        |
| 595272 | 2002 EV172               | 9 marzo 2002      | Spacewatch                 |
| 595273 | 2002 FE1                 | 18 marzo 2002     | Osservatorio di Bohyunsan  |
| 595274 | 2002 FL19                | 18 marzo 2002     | M. W. Buie, D. E. Trilling |
| 595275 | 2002 FU23                | 18 marzo 2002     | Spacewatch                 |
| 595276 | 2002 FK42                | 30 ottobre 2014   | Mount Lemmon Survey        |
| 595277 | 2002 FT42                | 17 febbraio 2010  | Spacewatch                 |
| 595278 | 2002 FN43                | 30 ottobre 2014   | Spacewatch                 |
| 595279 | 2002 FR43                | 19 settembre 2008 | Spacewatch                 |
| 595280 | 2002 GT2                 | 4 aprile 2002     | AMOS                       |
| 595281 | 2002 GB4                 | 9 aprile 2002     | NEAT                       |
| 595282 | 2002 GT26                | 11 aprile 2002    | NEAT                       |
| 595283 | 2002 GV27                | 6 aprile 2002     | Cerro Tololo Obs.          |
| 595284 | 2002 GQ28                | 8 febbraio 2002   | R. Millis, M. W. Buie      |
| 595285 | 2002 GK31                | 7 aprile 2002     | Cerro Tololo Obs.          |
| 595286 | 2002 GQ31                | 12 marzo 2002     | Spacewatch                 |
| 595287 | 2002 GP47                | 4 aprile 2002     | Spacewatch                 |
| 595288 | 2002 GP91                | 4 aprile 2002     | AMOS                       |
| 595289 | 2002 GL113               | 11 aprile 2002    | NEAT                       |
| 595290 | 2002 GD120               | 12 aprile 2002    | NEAT                       |
| 595291 | 2002 GY136               | 12 aprile 2002    | Spacewatch                 |
| 595292 | 2002 GY165               | 15 aprile 2002    | NEAT                       |
| 595293 | 2002 GA172               | 10 aprile 2002    | LINEAR                     |
| 595294 | 2002 GU179               | 4 aprile 2002     | NEAT                       |
| 595295 | 2002 GC186               | 8 aprile 2002     | NEAT                       |
| 595296 | 2002 GB188               | 4 febbraio 2009   | Mount Lemmon Survey        |
| 595297 | 2002 GB190               | 2 marzo 2009      | Mount Lemmon Survey        |
| 595298 | 2002 GE190               | 15 ottobre 2004   | Spacewatch                 |
| 595299 | 2002 GF190               | 4 dicembre 2010   | Mount Lemmon Survey        |
| 595300 | 2002 GD191               | 3 settembre 2007  | Mount Lemmon Survey        |

## 595301–595400
| Nome   | Designazione provvisoria | Data di scoperta  | Scopritore                          |
| ------ | ------------------------ | ----------------- | ----------------------------------- |
| 595301 | 2002 GE191               | 1 ottobre 2003    | Spacewatch                          |
| 595302 | 2002 GG191               | 1 dicembre 2010   | Mount Lemmon Survey                 |
| 595303 | 2002 GR191               | 3 novembre 2008   | Mount Lemmon Survey                 |
| 595304 | 2002 GT191               | 7 ottobre 2010    | Spacewatch                          |
| 595305 | 2002 GL192               | 20 ottobre 2012   | Pan-STARRS                          |
| 595306 | 2002 GP192               | 27 ottobre 2005   | Spacewatch                          |
| 595307 | 2002 GG193               | 4 aprile 2002     | Spacewatch                          |
| 595308 | 2002 GL193               | 9 aprile 2002     | Spacewatch                          |
| 595309 | 2002 GT193               | 2 dicembre 2008   | Mount Lemmon Survey                 |
| 595310 | 2002 GU195               | 8 aprile 2002     | Spacewatch                          |
| 595311 | 2002 GA196               | 27 luglio 2011    | SSS                                 |
| 595312 | 2002 HR12                | 10 aprile 2002    | LINEAR                              |
| 595313 | 2002 HJ18                | 21 aprile 2002    | NEAT                                |
| 595314 | 2002 HX18                | 13 marzo 2014     | Mount Lemmon Survey                 |
| 595315 | 2002 HF19                | 15 giugno 2015    | Pan-STARRS                          |
| 595316 | 2002 JO8                 | 10 aprile 2002    | LINEAR                              |
| 595317 | 2002 JY13                | 12 aprile 2002    | NEAT                                |
| 595318 | 2002 JM21                | 4 maggio 2002     | NEAT                                |
| 595319 | 2002 JF53                | 14 aprile 2002    | LINEAR                              |
| 595320 | 2002 JE145               | 13 maggio 2002    | NEAT                                |
| 595321 | 2002 JE150               | 29 settembre 2009 | Mount Lemmon Survey                 |
| 595322 | 2002 JY150               | 24 aprile 2009    | Mount Lemmon Survey                 |
| 595323 | 2002 JB151               | 16 ottobre 2009   | CSS                                 |
| 595324 | 2002 JG151               | 16 gennaio 2005   | Osservatorio di Mauna Kea           |
| 595325 | 2002 JO151               | 4 gennaio 2013    | Mount Lemmon Survey                 |
| 595326 | 2002 JV151               | 3 dicembre 2004   | Spacewatch                          |
| 595327 | 2002 JX152               | 24 novembre 2011  | Pan-STARRS                          |
| 595328 | 2002 JY152               | 14 maggio 2002    | Spacewatch                          |
| 595329 | 2002 JB153               | 12 maggio 2002    | NEAT                                |
| 595330 | 2002 JH153               | 17 novembre 2014  | Pan-STARRS                          |
| 595331 | 2002 JN153               | 23 dicembre 2017  | Pan-STARRS                          |
| 595332 | 2002 KD16                | 19 aprile 2006    | NEAT                                |
| 595333 | 2002 KZ16                | 26 settembre 2009 | CSS                                 |
| 595334 | 2002 LS64                | 19 agosto 2006    | LONEOS                              |
| 595335 | 2002 LY64                | 22 febbraio 2009  | Spacewatch                          |
| 595336 | 2002 LH65                | 10 marzo 2005     | CSS                                 |
| 595337 | 2002 LY65                | 25 luglio 2014    | Pan-STARRS                          |
| 595338 | 2002 MW5                 | 20 luglio 2002    | NEAT                                |
| 595339 | 2002 MS6                 | 14 maggio 2008    | Mount Lemmon Survey                 |
| 595340 | 2002 MU6                 | 1 novembre 2007   | Spacewatch                          |
| 595341 | 2002 MG7                 | 20 aprile 2009    | Spacewatch                          |
| 595342 | 2002 ML7                 | 1 novembre 2010   | Spacewatch                          |
| 595343 | 2002 MH8                 | 6 aprile 2013     | CSS                                 |
| 595344 | 2002 NK31                | 8 luglio 2002     | NEAT                                |
| 595345 | 2002 NH69                | 8 marzo 2005      | Mount Lemmon Survey                 |
| 595346 | 2002 NU75                | 10 settembre 2007 | Mount Lemmon Survey                 |
| 595347 | 2002 NS78                | 23 agosto 2007    | Spacewatch                          |
| 595348 | 2002 NM80                | 5 novembre 2007   | Spacewatch                          |
| 595349 | 2002 NV81                | 10 aprile 2014    | Pan-STARRS                          |
| 595350 | 2002 NR82                | 6 agosto 2002     | NEAT                                |
| 595351 | 2002 OY30                | 21 luglio 2002    | NEAT                                |
| 595352 | 2002 OT34                | 18 febbraio 2010  | Spacewatch                          |
| 595353 | 2002 OT37                | 23 maggio 2006    | CSS                                 |
| 595354 | 2002 OY37                | 4 agosto 2002     | NEAT                                |
| 595355 | 2002 PT5                 | 20 luglio 2002    | NEAT                                |
| 595356 | 2002 PZ17                | 6 agosto 2002     | NEAT                                |
| 595357 | 2002 PT87                | 12 agosto 2002    | LONEOS                              |
| 595358 | 2002 PD92                | 9 luglio 2002     | NEAT                                |
| 595359 | 2002 PO103               | 12 luglio 2002    | NEAT                                |
| 595360 | 2002 PT109               | 4 agosto 2002     | NEAT                                |
| 595361 | 2002 PJ130               | 14 agosto 2002    | LINEAR                              |
| 595362 | 2002 PC168               | 11 agosto 2002    | NEAT                                |
| 595363 | 2002 PF168               | 8 agosto 2002     | NEAT                                |
| 595364 | 2002 PK168               | 24 gennaio 2012   | Pan-STARRS                          |
| 595365 | 2002 PG181               | 15 maggio 2005    | NEAT                                |
| 595366 | 2002 PR181               | 4 agosto 2002     | NEAT                                |
| 595367 | 2002 PQ183               | 15 agosto 2002    | NEAT                                |
| 595368 | 2002 PY185               | 11 maggio 2007    | Spacewatch                          |
| 595369 | 2002 PO192               | 12 settembre 2007 | Mount Lemmon Survey                 |
| 595370 | 2002 PO195               | 10 settembre 2007 | Spacewatch                          |
| 595371 | 2002 PX198               | 12 ottobre 2007   | Mount Lemmon Survey                 |
| 595372 | 2002 PU201               | 13 settembre 2007 | CSS                                 |
| 595373 | 2002 PY203               | 1 dicembre 2003   | Spacewatch                          |
| 595374 | 2002 PB204               | 1 agosto 2016     | Pan-STARRS                          |
| 595375 | 2002 QA28                | 28 agosto 2002    | NEAT                                |
| 595376 | 2002 QF55                | 10 settembre 2002 | AMOS                                |
| 595377 | 2002 QH76                | 10 maggio 2005    | Spacewatch                          |
| 595378 | 2002 QY80                | 10 aprile 2005    | Spacewatch                          |
| 595379 | 2002 QZ84                | 16 agosto 2002    | NEAT                                |
| 595380 | 2002 QV93                | 9 febbraio 2005   | Mount Lemmon Survey                 |
| 595381 | 2002 QW110               | 17 settembre 2006 | Spacewatch                          |
| 595382 | 2002 QH114               | 16 agosto 2002    | NEAT                                |
| 595383 | 2002 QP117               | 14 aprile 2005    | Spacewatch                          |
| 595384 | 2002 QP118               | 18 agosto 2002    | NEAT                                |
| 595385 | 2002 QZ132               | 22 luglio 2002    | NEAT                                |
| 595386 | 2002 QT133               | 20 gennaio 2009   | Mount Lemmon Survey                 |
| 595387 | 2002 QT138               | 29 agosto 2002    | Spacewatch                          |
| 595388 | 2002 QM140               | 20 agosto 2002    | NEAT                                |
| 595389 | 2002 QC143               | 18 marzo 2009     | SSS                                 |
| 595390 | 2002 QO143               | 25 maggio 2009    | Spacewatch                          |
| 595391 | 2002 QA146               | 1 settembre 2002  | AMOS                                |
| 595392 | 2002 QA147               | 9 settembre 2008  | Mount Lemmon Survey                 |
| 595393 | 2002 QD147               | 30 aprile 2011    | Mount Lemmon Survey                 |
| 595394 | 2002 QV148               | 22 ottobre 1998   | Spacewatch                          |
| 595395 | 2002 QZ148               | 20 agosto 2011    | Pan-STARRS                          |
| 595396 | 2002 QX149               | 9 luglio 2011     | Pan-STARRS                          |
| 595397 | 2002 QB150               | 8 ottobre 2007    | Mount Lemmon Survey                 |
| 595398 | 2002 QJ150               | 12 marzo 2005     | Spacewatch                          |
| 595399 | 2002 QN151               | 3 febbraio 2009   | Spacewatch                          |
| 595400 | 2002 QR151               | 17 agosto 2009    | Osservatorio astronomico di Maiorca |

## 595401–595500
| Nome   | Designazione provvisoria | Data di scoperta  | Scopritore                   |
| ------ | ------------------------ | ----------------- | ---------------------------- |
| 595401 | 2002 QL153               | 19 agosto 2002    | NEAT                         |
| 595402 | 2002 QJ154               | 25 ottobre 2008   | CSS                          |
| 595403 | 2002 QP154               | 14 ottobre 2007   | CSS                          |
| 595404 | 2002 QR154               | 19 gennaio 2012   | Pan-STARRS                   |
| 595405 | 2002 QN155               | 22 aprile 2012    | Spacewatch                   |
| 595406 | 2002 QR155               | 19 ottobre 2006   | Spacewatch                   |
| 595407 | 2002 QU155               | 1 novembre 2013   | Mount Lemmon Survey          |
| 595408 | 2002 QM158               | 10 ottobre 2007   | Spacewatch                   |
| 595409 | 2002 QM159               | 1 gennaio 2009    | Mount Lemmon Survey          |
| 595410 | 2002 RD117               | 7 settembre 2002  | P. Pravec, P. Kušnirák       |
| 595411 | 2002 RP122               | 8 settembre 2002  | AMOS                         |
| 595412 | 2002 RN124               | 9 settembre 2002  | NEAT                         |
| 595413 | 2002 RS152               | 12 settembre 2002 | NEAT                         |
| 595414 | 2002 RE187               | 13 settembre 2002 | NEAT                         |
| 595415 | 2002 RC198               | 13 settembre 2002 | NEAT                         |
| 595416 | 2002 RE200               | 17 agosto 2002    | AMOS                         |
| 595417 | 2002 RF207               | 17 novembre 1995  | Spacewatch                   |
| 595418 | 2002 RF211               | 9 settembre 2002  | AMOS                         |
| 595419 | 2002 RM223               | 13 settembre 2002 | AMOS                         |
| 595420 | 2002 RF226               | 13 settembre 2002 | AMOS                         |
| 595421 | 2002 RM237               | 5 settembre 2002  | LINEAR                       |
| 595422 | 2002 RX241               | 6 settembre 2002  | LINEAR                       |
| 595423 | 2002 RB243               | 12 agosto 2002    | LINEAR                       |
| 595424 | 2002 RK246               | 23 luglio 2002    | NEAT                         |
| 595425 | 2002 RA264               | 28 settembre 2002 | AMOS                         |
| 595426 | 2002 RS273               | 8 marzo 2005      | Mount Lemmon Survey          |
| 595427 | 2002 RU282               | 13 novembre 2007  | Mount Lemmon Survey          |
| 595428 | 2002 RY282               | 2 novembre 2007   | Spacewatch                   |
| 595429 | 2002 RP285               | 12 agosto 2002    | M. W. Buie, S. D. Kern       |
| 595430 | 2002 RE288               | 15 marzo 2010     | Spacewatch                   |
| 595431 | 2002 RG290               | 27 marzo 2009     | SSS                          |
| 595432 | 2002 RQ290               | 1 novembre 2008   | Mount Lemmon Survey          |
| 595433 | 2002 RV293               | 5 luglio 2011     | Pan-STARRS                   |
| 595434 | 2002 RF296               | 18 ottobre 2011   | CSS                          |
| 595435 | 2002 RN296               | 15 settembre 2002 | AMOS                         |
| 595436 | 2002 RB299               | 11 marzo 2008     | Mount Lemmon Survey          |
| 595437 | 2002 RM299               | 9 febbraio 2005   | Spacewatch                   |
| 595438 | 2002 RX299               | 20 settembre 2011 | Spacewatch                   |
| 595439 | 2002 SB33                | 28 settembre 2002 | AMOS                         |
| 595440 | 2002 SG36                | 29 settembre 2002 | AMOS                         |
| 595441 | 2002 SD59                | 5 settembre 2002  | AMOS                         |
| 595442 | 2002 ST60                | 16 settembre 2002 | NEAT                         |
| 595443 | 2002 SB74                | 19 settembre 2002 | NEAT                         |
| 595444 | 2002 SL74                | 11 ottobre 2007   | Spacewatch                   |
| 595445 | 2002 TO18                | 2 ottobre 2002    | LINEAR                       |
| 595446 | 2002 TS59                | 4 ottobre 2002    | LINEAR                       |
| 595447 | 2002 TR88                | 3 ottobre 2002    | NEAT                         |
| 595448 | 2002 TB101               | 4 ottobre 2002    | LINEAR                       |
| 595449 | 2002 TT119               | 3 ottobre 2002    | NEAT                         |
| 595450 | 2002 TH153               | 5 ottobre 2002    | NEAT                         |
| 595451 | 2002 TJ158               | 5 ottobre 2002    | NEAT                         |
| 595452 | 2002 TW162               | 5 ottobre 2002    | NEAT                         |
| 595453 | 2002 TV182               | 4 ottobre 2002    | LINEAR                       |
| 595454 | 2002 TF241               | 2 ottobre 2002    | LINEAR                       |
| 595455 | 2002 TP277               | 3 ottobre 2002    | NEAT                         |
| 595456 | 2002 TQ380               | 2 aprile 2005     | Mount Lemmon Survey          |
| 595457 | 2002 TZ386               | 15 marzo 2004     | Spacewatch                   |
| 595458 | 2002 TJ387               | 5 ottobre 2002    | NEAT                         |
| 595459 | 2002 TF389               | 28 novembre 2014  | Mount Lemmon Survey          |
| 595460 | 2002 TP389               | 18 settembre 2007 | Spacewatch                   |
| 595461 | 2002 TA390               | 11 marzo 2008     | Spacewatch                   |
| 595462 | 2002 TB390               | 24 settembre 2011 | Mount Lemmon Survey          |
| 595463 | 2002 TM394               | 4 ottobre 2002    | CINEOS                       |
| 595464 | 2002 UB4                 | 28 ottobre 2002   | P. R. Holvorcem, M. Schwartz |
| 595465 | 2002 UB28                | 15 ottobre 2002   | NEAT                         |
| 595466 | 2002 UM35                | 31 ottobre 2002   | NEAT                         |
| 595467 | 2002 UX39                | 31 ottobre 2002   | LINEAR                       |
| 595468 | 2002 UZ75                | 31 ottobre 2002   | SDSS Collaboration           |
| 595469 | 2002 UL79                | 12 agosto 2007    | SSS                          |
| 595470 | 2002 UX81                | 15 settembre 2013 | Pan-STARRS                   |
| 595471 | 2002 VV28                | 5 novembre 2002   | LONEOS                       |
| 595472 | 2002 VZ103               | 12 novembre 2002  | LINEAR                       |
| 595473 | 2002 VT138               | 14 aprile 2005    | Spacewatch                   |
| 595474 | 2002 VX149               | 10 maggio 2005    | Mount Lemmon Survey          |
| 595475 | 2002 VS150               | 29 luglio 2005    | NEAT                         |
| 595476 | 2002 VU150               | 11 agosto 2012    | SSS                          |
| 595477 | 2002 VC151               | 18 settembre 2011 | Mount Lemmon Survey          |
| 595478 | 2002 VP154               | 1 marzo 2009      | Mount Lemmon Survey          |
| 595479 | 2002 WA21                | 13 novembre 2002  | NEAT                         |
| 595480 | 2002 WP29                | 30 ottobre 2002   | NEAT                         |
| 595481 | 2002 WR32                | 14 ottobre 2009   | CSS                          |
| 595482 | 2002 XZ53                | 13 novembre 2002  | NEAT                         |
| 595483 | 2002 XK120               | 8 maggio 2008     | Spacewatch                   |
| 595484 | 2002 XR120               | 16 marzo 2007     | Mount Lemmon Survey          |
| 595485 | 2002 XZ121               | 2 agosto 2016     | Pan-STARRS                   |
| 595486 | 2002 XP123               | 9 dicembre 2002   | T. Pauwels                   |
| 595487 | 2002 XY123               | 20 settembre 2011 | Mount Lemmon Survey          |
| 595488 | 2002 XO124               | 5 dicembre 2007   | Mount Lemmon Survey          |
| 595489 | 2002 YV10                | 31 dicembre 2002  | LINEAR                       |
| 595490 | 2003 AQ9                 | 3 gennaio 2003    | Spacewatch                   |
| 595491 | 2003 AB93                | 1 gennaio 2003    | Osservatorio di La Silla     |
| 595492 | 2003 BN3                 | 24 gennaio 2003   | A. Boattini, O. R. Hainaut   |
| 595493 | 2003 BR4                 | 24 gennaio 2003   | A. Boattini, O. R. Hainaut   |
| 595494 | 2003 BM12                | 26 gennaio 2003   | LONEOS                       |
| 595495 | 2003 BV40                | 28 gennaio 2003   | LINEAR                       |
| 595496 | 2003 BV56                | 27 gennaio 2003   | LINEAR                       |
| 595497 | 2003 BK64                | 15 gennaio 2003   | NEAT                         |
| 595498 | 2003 BG94                | 16 gennaio 2008   | Mount Lemmon Survey          |
| 595499 | 2003 BR96                | 2 marzo 2009      | Mount Lemmon Survey          |
| 595500 | 2003 BZ96                | 5 marzo 2011      | Mount Lemmon Survey          |

## 595501–595600
| Nome   | Designazione provvisoria | Data di scoperta  | Scopritore                |
| ------ | ------------------------ | ----------------- | ------------------------- |
| 595501 | 2003 BB97                | 2 marzo 2009      | Spacewatch                |
| 595502 | 2003 BF97                | 8 luglio 2016     | Pan-STARRS                |
| 595503 | 2003 BD99                | 10 dicembre 2006  | Spacewatch                |
| 595504 | 2003 BC101               | 1 febbraio 2008   | Spacewatch                |
| 595505 | 2003 BV101               | 25 aprile 2015    | Pan-STARRS                |
| 595506 | 2003 BE102               | 9 dicembre 2010   | Mount Lemmon Survey       |
| 595507 | 2003 CL19                | 27 gennaio 2003   | Spacewatch                |
| 595508 | 2003 CD23                | 7 febbraio 2003   |                           |
| 595509 | 2003 CX26                | 4 aprile 2014     | Spacewatch                |
| 595510 | 2003 CY26                | 21 maggio 2015    | Pan-STARRS                |
| 595511 | 2003 EY63                | 10 marzo 2003     | NEAT                      |
| 595512 | 2003 EB64                | 6 marzo 2003      | LONEOS                    |
| 595513 | 2003 FS38                | 23 marzo 2003     | Spacewatch                |
| 595514 | 2003 FT81                | 11 marzo 2003     | Spacewatch                |
| 595515 | 2003 FE133               | 26 marzo 2003     | Spacewatch                |
| 595516 | 2003 FJ134               | 26 marzo 2003     | NEAT                      |
| 595517 | 2003 FR135               | 22 aprile 2007    | Mount Lemmon Survey       |
| 595518 | 2003 FK136               | 7 febbraio 2008   | Spacewatch                |
| 595519 | 2003 FD137               | 26 ottobre 1995   | Spacewatch                |
| 595520 | 2003 FY137               | 26 marzo 2003     | Spacewatch                |
| 595521 | 2003 FU139               | 30 aprile 2014    | Pan-STARRS                |
| 595522 | 2003 FY139               | 28 settembre 2009 | Spacewatch                |
| 595523 | 2003 FG140               | 18 maggio 2015    | Pan-STARRS 2              |
| 595524 | 2003 FS141               | 26 marzo 2003     | Spacewatch                |
| 595525 | 2003 GJ6                 | 2 aprile 2003     | LINEAR                    |
| 595526 | 2003 GO25                | 22 marzo 2003     | L. Kotková                |
| 595527 | 2003 GR25                | 4 aprile 2003     | Spacewatch                |
| 595528 | 2003 GS38                | 7 aprile 2003     | Spacewatch                |
| 595529 | 2003 GT57                | 20 aprile 2004    | Spacewatch                |
| 595530 | 2003 GV57                | 7 aprile 2007     | Mount Lemmon Survey       |
| 595531 | 2003 GA58                | 25 gennaio 2009   | Spacewatch                |
| 595532 | 2003 GY58                | 4 marzo 2016      | Pan-STARRS                |
| 595533 | 2003 GH59                | 7 aprile 2003     | Spacewatch                |
| 595534 | 2003 GS59                | 22 maggio 2015    | Pan-STARRS                |
| 595535 | 2003 GD62                | 21 settembre 2000 | R. Millis, R. M. Wagner   |
| 595536 | 2003 GH62                | 8 aprile 2003     | Spacewatch                |
| 595537 | 2003 GL62                | 3 maggio 2014     | Spacewatch                |
| 595538 | 2003 GO64                | 8 novembre 2010   | Mount Lemmon Survey       |
| 595539 | 2003 GF66                | 7 aprile 2003     | Spacewatch                |
| 595540 | 2003 GN66                | 1 aprile 2003     | SDSS Collaboration        |
| 595541 | 2003 HB7                 | 24 aprile 2003    | Spacewatch                |
| 595542 | 2003 HK34                | 29 aprile 2003    | Spacewatch                |
| 595543 | 2003 HC50                | 30 aprile 2003    | Spacewatch                |
| 595544 | 2003 HS53                | 25 ottobre 2005   | Spacewatch                |
| 595545 | 2003 HH59                | 1 dicembre 2005   | Spacewatch                |
| 595546 | 2003 HG60                | 14 settembre 2004 | NEAT                      |
| 595547 | 2003 HA61                | 29 aprile 2003    | Spacewatch                |
| 595548 | 2003 HQ61                | 28 aprile 2003    | Spacewatch                |
| 595549 | 2003 HZ63                | 14 febbraio 2013  | Pan-STARRS                |
| 595550 | 2003 HJ64                | 21 novembre 2008  | Mount Lemmon Survey       |
| 595551 | 2003 HQ64                | 14 agosto 2015    | Pan-STARRS                |
| 595552 | 2003 HS64                | 29 aprile 2003    | Spacewatch                |
| 595553 | 2003 HP65                | 25 aprile 2003    | Spacewatch                |
| 595554 | 2003 JV{{{2}}}           | 1 maggio 2003     | Spacewatch                |
| 595555 | 2003 JL4                 | 1 maggio 2003     | Spacewatch                |
| 595556 | 2003 JQ14                | 28 aprile 1992    | Spacewatch                |
| 595557 | 2003 JT18                | 1 maggio 2003     | Spacewatch                |
| 595558 | 2003 JN19                | 11 maggio 2003    | Spacewatch                |
| 595559 | 2003 JV19                | 2 maggio 2003     | Spacewatch                |
| 595560 | 2003 JK20                | 27 marzo 2008     | Mount Lemmon Survey       |
| 595561 | 2003 JN20                | 2 maggio 2003     | Spacewatch                |
| 595562 | 2003 JB21                | 2 maggio 2003     | Spacewatch                |
| 595563 | 2003 JF21                | 6 maggio 2003     | Spacewatch                |
| 595564 | 2003 KQ1                 | 22 maggio 2003    | Spacewatch                |
| 595565 | 2003 KS6                 | 25 maggio 2003    | Spacewatch                |
| 595566 | 2003 KB8                 | 1 maggio 2003     | Spacewatch                |
| 595567 | 2003 KE15                | 25 maggio 2003    | Spacewatch                |
| 595568 | 2003 KU15                | 27 maggio 2003    | Spacewatch                |
| 595569 | 2003 KC20                | 24 maggio 2003    | Spacewatch                |
| 595570 | 2003 KX26                | 13 luglio 2016    | Pan-STARRS                |
| 595571 | 2003 KF37                | 2 aprile 2006     | Spacewatch                |
| 595572 | 2003 KE38                | 3 gennaio 2012    | Mount Lemmon Survey       |
| 595573 | 2003 LB1                 | 2 giugno 2003     | Spacewatch                |
| 595574 | 2003 LR9                 | 18 aprile 2007    | Spacewatch                |
| 595575 | 2003 LT9                 | 9 ottobre 2007    | Mount Lemmon Survey       |
| 595576 | 2003 LC11                | 30 marzo 2008     | Spacewatch                |
| 595577 | 2003 LE11                | 10 agosto 2015    | Pan-STARRS                |
| 595578 | 2003 LW11                | 26 ottobre 2011   | Pan-STARRS                |
| 595579 | 2003 OF8                 | 25 luglio 2003    | J. Broughton              |
| 595580 | 2003 OG11                | 28 maggio 2003    | Spacewatch                |
| 595581 | 2003 OQ15                | 23 luglio 2003    | NEAT                      |
| 595582 | 2003 OP31                | 6 giugno 2003     | Spacewatch                |
| 595583 | 2003 OR34                | 31 luglio 2003    | Osservatorio di Mauna Kea |
| 595584 | 2003 OG35                | 21 settembre 2012 | Spacewatch                |
| 595585 | 2003 PH2                 | 23 luglio 2003    | LINEAR                    |
| 595586 | 2003 QD2                 | 19 agosto 2003    | CINEOS                    |
| 595587 | 2003 QR47                | 30 luglio 2003    | NEAT                      |
| 595588 | 2003 QW72                | 24 agosto 2003    | NEAT                      |
| 595589 | 2003 QF90                | 26 agosto 2003    | Cerro Tololo Obs.         |
| 595590 | 2003 QG104               | 24 agosto 2003    | B. Christophe             |
| 595591 | 2003 QV108               | 31 agosto 2003    | Spacewatch                |
| 595592 | 2003 QC116               | 26 agosto 1998    | Spacewatch                |
| 595593 | 2003 QS120               | 28 agosto 2003    | NEAT                      |
| 595594 | 2003 QH121               | 15 marzo 2012     | Mount Lemmon Survey       |
| 595595 | 2003 QL122               | 24 novembre 2012  | Spacewatch                |
| 595596 | 2003 QT122               | 21 agosto 2003    | NEAT                      |
| 595597 | 2003 QO123               | 24 agosto 2003    | Cerro Tololo Obs.         |
| 595598 | 2003 QR123               | 7 luglio 2014     | Pan-STARRS                |
| 595599 | 2003 QL124               | 25 agosto 2003    | Cerro Tololo Obs.         |
| 595600 | 2003 QZ125               | 22 agosto 2003    | A. Boattini, A. Di Paola  |

## 595601–595700
| Nome   | Designazione provvisoria | Data di scoperta  | Scopritore          |
| ------ | ------------------------ | ----------------- | ------------------- |
| 595601 | 2003 RX27                | 14 novembre 2007  | Mount Lemmon Survey |
| 595602 | 2003 RL28                | 2 aprile 2013     | Spacewatch          |
| 595603 | 2003 RV28                | 4 settembre 2003  | Spacewatch          |
| 595604 | 2003 SA1                 | 16 settembre 2003 | Spacewatch          |
| 595605 | 2003 SV9                 | 17 settembre 2003 | Spacewatch          |
| 595606 | 2003 SL21                | 25 agosto 2003    | NEAT                |
| 595607 | 2003 SK24                | 17 settembre 2003 | NEAT                |
| 595608 | 2003 SV27                | 18 settembre 2003 | NEAT                |
| 595609 | 2003 SU32                | 17 settembre 2003 | T. Pauwels          |
| 595610 | 2003 SD50                | 13 settembre 2003 | AMOS                |
| 595611 | 2003 SC57                | 2 settembre 2003  | LINEAR              |
| 595612 | 2003 ST68                | 28 agosto 2003    | LINEAR              |
| 595613 | 2003 SS73                | 18 settembre 2003 | Spacewatch          |
| 595614 | 2003 SQ81                | 19 settembre 2003 | AMOS                |
| 595615 | 2003 ST106               | 20 settembre 2003 | Spacewatch          |
| 595616 | 2003 SN114               | 16 settembre 2003 | Spacewatch          |
| 595617 | 2003 SS126               | 27 agosto 2003    | AMOS                |
| 595618 | 2003 SB127               | 4 settembre 2003  | Spacewatch          |
| 595619 | 2003 SP131               | 18 settembre 2003 | Spacewatch          |
| 595620 | 2003 SB138               | 18 settembre 2003 | NEAT                |
| 595621 | 2003 SC153               | 20 settembre 2003 | NEAT                |
| 595622 | 2003 SX155               | 20 settembre 2003 | LINEAR              |
| 595623 | 2003 SF159               | 20 settembre 2003 | Spacewatch          |
| 595624 | 2003 SM159               | 21 settembre 2003 | Spacewatch          |
| 595625 | 2003 ST163               | 26 agosto 2003    | Cerro Tololo Obs.   |
| 595626 | 2003 SJ212               | 16 settembre 2003 | LINEAR              |
| 595627 | 2003 SG230               | 24 settembre 2003 | NEAT                |
| 595628 | 2003 SD237               | 16 settembre 2003 | NEAT                |
| 595629 | 2003 SZ239               | 27 settembre 2003 | Spacewatch          |
| 595630 | 2003 SE288               | 30 settembre 2003 | Spacewatch          |
| 595631 | 2003 SM289               | 28 settembre 2003 | LINEAR              |
| 595632 | 2003 SC300               | 20 settembre 2003 | LINEAR              |
| 595633 | 2003 SV303               | 19 settembre 2003 | LONEOS              |
| 595634 | 2003 SN340               | 16 settembre 2003 | NEAT                |
| 595635 | 2003 SU341               | 17 settembre 2003 | Spacewatch          |
| 595636 | 2003 SQ343               | 17 settembre 2003 | Spacewatch          |
| 595637 | 2003 SF344               | 17 settembre 2003 | Spacewatch          |
| 595638 | 2003 SY344               | 18 settembre 2003 | Spacewatch          |
| 595639 | 2003 SF345               | 18 settembre 2003 | Spacewatch          |
| 595640 | 2003 ST345               | 18 settembre 2003 | NEAT                |
| 595641 | 2003 SR353               | 10 marzo 2005     | Mount Lemmon Survey |
| 595642 | 2003 SC359               | 21 settembre 2003 | Spacewatch          |
| 595643 | 2003 SA367               | 16 settembre 2003 | Spacewatch          |
| 595644 | 2003 SS374               | 26 settembre 2003 | SDSS Collaboration  |
| 595645 | 2003 SH376               | 26 settembre 2003 | SDSS Collaboration  |
| 595646 | 2003 SC388               | 2 ottobre 2003    | Spacewatch          |
| 595647 | 2003 SG392               | 26 settembre 2003 | SDSS Collaboration  |
| 595648 | 2003 ST402               | 27 settembre 2003 | Spacewatch          |
| 595649 | 2003 SL404               | 16 ottobre 2003   | NEAT                |
| 595650 | 2003 SM409               | 28 settembre 2003 | Spacewatch          |
| 595651 | 2003 SK410               | 18 settembre 2003 | Spacewatch          |
| 595652 | 2003 SB411               | 27 settembre 2003 | Spacewatch          |
| 595653 | 2003 SK414               | 18 settembre 2003 | Spacewatch          |
| 595654 | 2003 SD418               | 26 settembre 2003 | SDSS Collaboration  |
| 595655 | 2003 SM418               | 19 dicembre 2004  | Mount Lemmon Survey |
| 595656 | 2003 SU418               | 26 settembre 2003 | SDSS Collaboration  |
| 595657 | 2003 SC426               | 1 febbraio 2006   | Mount Lemmon Survey |
| 595658 | 2003 SL426               | 12 ottobre 2007   | Spacewatch          |
| 595659 | 2003 SF435               | 28 settembre 2003 | Spacewatch          |
| 595660 | 2003 SL436               | 18 settembre 2003 | Spacewatch          |
| 595661 | 2003 SO436               | 16 settembre 2003 | Spacewatch          |
| 595662 | 2003 SQ436               | 17 gennaio 2005   | Spacewatch          |
| 595663 | 2003 SW436               | 21 settembre 2003 | Spacewatch          |
| 595664 | 2003 SE439               | 28 settembre 2003 | Spacewatch          |
| 595665 | 2003 SN439               | 21 settembre 2003 | Spacewatch          |
| 595666 | 2003 SO439               | 19 ottobre 2012   | Mount Lemmon Survey |
| 595667 | 2003 SK440               | 17 luglio 2016    | Pan-STARRS          |
| 595668 | 2003 SG442               | 21 settembre 2003 | Spacewatch          |
| 595669 | 2003 SJ442               | 13 giugno 2015    | Mount Lemmon Survey |
| 595670 | 2003 SG443               | 18 settembre 2003 | Spacewatch          |
| 595671 | 2003 SO444               | 12 giugno 2013    | Pan-STARRS          |
| 595672 | 2003 SP444               | 14 ottobre 2012   | Spacewatch          |
| 595673 | 2003 SV444               | 28 settembre 2003 | SDSS Collaboration  |
| 595674 | 2003 SP445               | 12 settembre 2015 | Pan-STARRS          |
| 595675 | 2003 SV446               | 29 gennaio 2012   | Mount Lemmon Survey |
| 595676 | 2003 SR450               | 17 febbraio 2010  | Spacewatch          |
| 595677 | 2003 SS452               | 21 gennaio 2015   | Pan-STARRS          |
| 595678 | 2003 SK454               | 28 giugno 2011    | Mount Lemmon Survey |
| 595679 | 2003 SB458               | 21 settembre 2003 | Spacewatch          |
| 595680 | 2003 SO459               | 25 ottobre 2009   | Spacewatch          |
| 595681 | 2003 SN462               | 19 settembre 2003 | Spacewatch          |
| 595682 | 2003 SV462               | 25 aprile 2015    | Pan-STARRS          |
| 595683 | 2003 SM465               | 30 settembre 2003 | Spacewatch          |
| 595684 | 2003 SQ465               | 22 settembre 2003 | Spacewatch          |
| 595685 | 2003 SG467               | 22 settembre 2003 | Spacewatch          |
| 595686 | 2003 SM468               | 30 settembre 2003 | Spacewatch          |
| 595687 | 2003 SU473               | 21 settembre 2003 | Spacewatch          |
| 595688 | 2003 SW473               | 19 settembre 2003 | Spacewatch          |
| 595689 | 2003 TO1                 | 1 ottobre 2003    | Spacewatch          |
| 595690 | 2003 TC4                 | 2 ottobre 2003    | Spacewatch          |
| 595691 | 2003 TY39                | 2 ottobre 2003    | Spacewatch          |
| 595692 | 2003 TT56                | 5 ottobre 2003    | Spacewatch          |
| 595693 | 2003 TD60                | 16 ottobre 2012   | CSS                 |
| 595694 | 2003 TJ61                | 1 ottobre 2003    | Spacewatch          |
| 595695 | 2003 TP61                | 1 ottobre 2003    | Spacewatch          |
| 595696 | 2003 TC65                | 3 ottobre 2003    | Spacewatch          |
| 595697 | 2003 TU65                | 1 ottobre 2003    | Spacewatch          |
| 595698 | 2003 UG6                 | 16 ottobre 2003   | NEAT                |
| 595699 | 2003 UU12                | 16 ottobre 2003   | Spacewatch          |
| 595700 | 2003 UJ31                | 16 ottobre 2003   | Spacewatch          |

## 595701–595800
| Nome   | Designazione provvisoria | Data di scoperta  | Scopritore          |
| ------ | ------------------------ | ----------------- | ------------------- |
| 595701 | 2003 UP34                | 16 ottobre 2003   | NEAT                |
| 595702 | 2003 UX55                | 28 agosto 2003    | NEAT                |
| 595703 | 2003 UE59                | 16 ottobre 2003   | NEAT                |
| 595704 | 2003 UP68                | 18 ottobre 2003   | Spacewatch          |
| 595705 | 2003 UK69                | 28 settembre 2003 | Spacewatch          |
| 595706 | 2003 UP74                | 30 settembre 2003 | Spacewatch          |
| 595707 | 2003 UZ84                | 18 ottobre 2003   | Spacewatch          |
| 595708 | 2003 UP94                | 18 settembre 2003 | Spacewatch          |
| 595709 | 2003 UP101               | 28 settembre 2003 | LONEOS              |
| 595710 | 2003 UJ129               | 18 ottobre 2003   | NEAT                |
| 595711 | 2003 UA149               | 19 ottobre 2003   | NEAT                |
| 595712 | 2003 UR154               | 20 ottobre 2003   | Spacewatch          |
| 595713 | 2003 UB202               | 19 settembre 2003 | Spacewatch          |
| 595714 | 2003 UR210               | 23 ottobre 2003   | Spacewatch          |
| 595715 | 2003 UM221               | 29 settembre 2003 | LINEAR              |
| 595716 | 2003 UX251               | 23 settembre 2003 | NEAT                |
| 595717 | 2003 UK255               | 20 ottobre 2003   | LINEAR              |
| 595718 | 2003 UZ266               | 23 ottobre 2003   | Spacewatch          |
| 595719 | 2003 UX283               | 23 ottobre 2003   | Spacewatch          |
| 595720 | 2003 UR289               | 22 settembre 2003 | Spacewatch          |
| 595721 | 2003 UZ302               | 17 ottobre 2003   | Spacewatch          |
| 595722 | 2003 UJ309               | 19 ottobre 2003   | Spacewatch          |
| 595723 | 2003 UQ319               | 20 ottobre 2003   | LINEAR              |
| 595724 | 2003 UB323               | 16 ottobre 2003   | Spacewatch          |
| 595725 | 2003 UQ327               | 30 settembre 2003 | Spacewatch          |
| 595726 | 2003 UN329               | 17 settembre 2003 | Spacewatch          |
| 595727 | 2003 UW329               | 17 ottobre 2003   | Spacewatch          |
| 595728 | 2003 UP332               | 18 ottobre 2003   | SDSS Collaboration  |
| 595729 | 2003 UE335               | 18 ottobre 2003   | SDSS Collaboration  |
| 595730 | 2003 UL342               | 30 settembre 2003 | Spacewatch          |
| 595731 | 2003 UL353               | 19 ottobre 2003   | SDSS Collaboration  |
| 595732 | 2003 UG361               | 29 settembre 2003 | Spacewatch          |
| 595733 | 2003 UP362               | 20 ottobre 2003   | Spacewatch          |
| 595734 | 2003 UL378               | 29 settembre 2003 | Spacewatch          |
| 595735 | 2003 UM380               | 1 aprile 2005     | Spacewatch          |
| 595736 | 2003 UV395               | 22 ottobre 2003   | SDSS Collaboration  |
| 595737 | 2003 UU399               | 21 settembre 2003 | LONEOS              |
| 595738 | 2003 UJ400               | 4 luglio 2003     | Spacewatch          |
| 595739 | 2003 UW405               | 30 settembre 2003 | SDSS Collaboration  |
| 595740 | 2003 UV406               | 23 ottobre 2003   | SDSS Collaboration  |
| 595741 | 2003 UY407               | 23 ottobre 2003   | SDSS Collaboration  |
| 595742 | 2003 UK413               | 29 ottobre 2003   | Spacewatch          |
| 595743 | 2003 UV419               | 22 ottobre 2003   | Spacewatch          |
| 595744 | 2003 UE420               | 23 novembre 2008  | Spacewatch          |
| 595745 | 2003 UM421               | 22 ottobre 2003   | Spacewatch          |
| 595746 | 2003 UN422               | 3 marzo 2009      | Spacewatch          |
| 595747 | 2003 UE424               | 17 novembre 2014  | Mount Lemmon Survey |
| 595748 | 2003 UE425               | 18 ottobre 2012   | Pan-STARRS          |
| 595749 | 2003 UX425               | 24 agosto 2003    | NEAT                |
| 595750 | 2003 UN426               | 17 ottobre 2010   | Mount Lemmon Survey |
| 595751 | 2003 UD427               | 28 maggio 2009    | Mount Lemmon Survey |
| 595752 | 2003 UG427               | 22 novembre 2014  | Mount Lemmon Survey |
| 595753 | 2003 UX429               | 22 ottobre 2003   | SDSS Collaboration  |
| 595754 | 2003 UX431               | 17 aprile 2013    | Pan-STARRS          |
| 595755 | 2003 UZ431               | 23 ottobre 2003   | SDSS Collaboration  |
| 595756 | 2003 UP432               | 4 febbraio 2005   | Mount Lemmon Survey |
| 595757 | 2003 UR432               | 21 ottobre 2003   | Spacewatch          |
| 595758 | 2003 US432               | 25 aprile 2006    | Spacewatch          |
| 595759 | 2003 UB433               | 14 maggio 2015    | Pan-STARRS          |
| 595760 | 2003 UV433               | 22 aprile 2009    | Mount Lemmon Survey |
| 595761 | 2003 UJ434               | 27 febbraio 2014  | Spacewatch          |
| 595762 | 2003 UR435               | 27 marzo 2012     | Spacewatch          |
| 595763 | 2003 UC437               | 5 maggio 2013     | Pan-STARRS          |
| 595764 | 2003 UQ438               | 30 dicembre 2007  | Spacewatch          |
| 595765 | 2003 UY438               | 1 aprile 2012     | Mount Lemmon Survey |
| 595766 | 2003 UX439               | 3 giugno 2014     | Pan-STARRS          |
| 595767 | 2003 US445               | 18 ottobre 2003   | LONEOS              |
| 595768 | 2003 UR446               | 16 ottobre 2003   | Spacewatch          |
| 595769 | 2003 VE7                 | 15 novembre 2003  | Spacewatch          |
| 595770 | 2003 VQ12                | 11 gennaio 2008   | CSS                 |
| 595771 | 2003 WL35                | 7 gennaio 2000    | Spacewatch          |
| 595772 | 2003 WA108               | 20 settembre 2003 | NEAT                |
| 595773 | 2003 WK133               | 15 novembre 2003  | NEAT                |
| 595774 | 2003 WR156               | 19 novembre 2003  | NEAT                |
| 595775 | 2003 WN160               | 30 novembre 2003  | Spacewatch          |
| 595776 | 2003 WL163               | 30 novembre 2003  | Spacewatch          |
| 595777 | 2003 WQ174               | 19 novembre 2003  | Spacewatch          |
| 595778 | 2003 WX174               | 2 ottobre 2003    | Spacewatch          |
| 595779 | 2003 WR175               | 19 novembre 2003  | Spacewatch          |
| 595780 | 2003 WC189               | 19 novembre 2003  | NEAT                |
| 595781 | 2003 WD189               | 19 novembre 2003  | NEAT                |
| 595782 | 2003 WL196               | 22 dicembre 2008  | Mount Lemmon Survey |
| 595783 | 2003 WT196               | 2 ottobre 2010    | Mount Lemmon Survey |
| 595784 | 2003 WU196               | 12 ottobre 2007   | Mount Lemmon Survey |
| 595785 | 2003 WW197               | 19 novembre 2003  | LONEOS              |
| 595786 | 2003 WW199               | 30 marzo 1997     | Spacewatch          |
| 595787 | 2003 WZ199               | 7 novembre 2012   | Pan-STARRS          |
| 595788 | 2003 WT200               | 14 giugno 2015    | Mount Lemmon Survey |
| 595789 | 2003 WD201               | 25 giugno 2011    | Spacewatch          |
| 595790 | 2003 WH201               | 4 settembre 2010  | Spacewatch          |
| 595791 | 2003 WY204               | 16 marzo 2010     | Mount Lemmon Survey |
| 595792 | 2003 WT205               | 20 ottobre 2016   | Mount Lemmon Survey |
| 595793 | 2003 WA206               | 18 gennaio 2008   | Spacewatch          |
| 595794 | 2003 WS206               | 30 dicembre 2007  | Spacewatch          |
| 595795 | 2003 WJ209               | 26 novembre 2003  | Spacewatch          |
| 595796 | 2003 WX210               | 2 gennaio 2009    | Mount Lemmon Survey |
| 595797 | 2003 WV212               | 5 febbraio 2016   | Pan-STARRS          |
| 595798 | 2003 WF216               | 19 novembre 2003  | Spacewatch          |
| 595799 | 2003 WX216               | 21 novembre 2003  | Spacewatch          |
| 595800 | 2003 XJ44                | 3 febbraio 2009   | Mount Lemmon Survey |

## 595801–595900
| Nome   | Designazione provvisoria | Data di scoperta  | Scopritore                   |
| ------ | ------------------------ | ----------------- | ---------------------------- |
| 595801 | 2003 YP15                | 21 novembre 2003  | LINEAR                       |
| 595802 | 2003 YU30                | 18 dicembre 2003  | LINEAR                       |
| 595803 | 2003 YG110               | 23 dicembre 2003  | LINEAR                       |
| 595804 | 2003 YU122               | 27 dicembre 2003  | LINEAR                       |
| 595805 | 2003 YH183               | 14 aprile 2005    | CSS                          |
| 595806 | 2003 YW184               | 15 ottobre 2012   | Pan-STARRS                   |
| 595807 | 2003 YE185               | 21 dicembre 2003  | Spacewatch                   |
| 595808 | 2003 YO186               | 22 dicembre 2003  | Spacewatch                   |
| 595809 | 2003 YB187               | 31 dicembre 2008  | Mount Lemmon Survey          |
| 595810 | 2003 YN188               | 27 febbraio 2009  | Mount Lemmon Survey          |
| 595811 | 2003 YT188               | 7 novembre 2012   | Mount Lemmon Survey          |
| 595812 | 2003 YQ189               | 11 ottobre 2007   | Mount Lemmon Survey          |
| 595813 | 2004 AA16                | 27 dicembre 2003  | Spacewatch                   |
| 595814 | 2004 BH57                | 23 gennaio 2004   | LINEAR                       |
| 595815 | 2004 BV64                | 22 gennaio 2004   | LINEAR                       |
| 595816 | 2004 BO69                | 19 gennaio 2004   | Spacewatch                   |
| 595817 | 2004 BW76                | 16 gennaio 2004   | NEAT                         |
| 595818 | 2004 BJ82                | 27 gennaio 2004   | LONEOS                       |
| 595819 | 2004 BQ116               | 27 gennaio 2004   | CSS                          |
| 595820 | 2004 BG164               | 31 dicembre 2008  | CSS                          |
| 595821 | 2004 BJ165               | 15 ottobre 2007   | Mount Lemmon Survey          |
| 595822 | 2004 BS169               | 8 novembre 2007   | Mount Lemmon Survey          |
| 595823 | 2004 BE170               | 24 febbraio 2009  | Mount Lemmon Survey          |
| 595824 | 2004 BY170               | 8 febbraio 2008   | Spacewatch                   |
| 595825 | 2004 BE171               | 25 aprile 2012    | Spacewatch                   |
| 595826 | 2004 CC21                | 11 febbraio 2004  | NEAT                         |
| 595827 | 2004 CT50                | 30 gennaio 2004   | Spacewatch                   |
| 595828 | 2004 CZ81                | 12 febbraio 2004  | Spacewatch                   |
| 595829 | 2004 CD94                | 11 febbraio 2004  | NEAT                         |
| 595830 | 2004 CQ124               | 12 febbraio 2004  | Spacewatch                   |
| 595831 | 2004 CO135               | 17 agosto 2016    | Pan-STARRS                   |
| 595832 | 2004 DG55                | 12 febbraio 2004  | Spacewatch                   |
| 595833 | 2004 DS55                | 22 febbraio 2004  | Spacewatch                   |
| 595834 | 2004 DE70                | 26 febbraio 2004  | M. W. Buie, D. E. Trilling   |
| 595835 | 2004 DL72                | 16 febbraio 2004  | Spacewatch                   |
| 595836 | 2004 DF81                | 18 ottobre 2007   | Spacewatch                   |
| 595837 | 2004 DU81                | 26 febbraio 2004  | M. W. Buie, D. E. Trilling   |
| 595838 | 2004 DS83                | 20 febbraio 2009  | Spacewatch                   |
| 595839 | 2004 DL84                | 4 maggio 2014     | Pan-STARRS                   |
| 595840 | 2004 DA85                | 2 luglio 2011     | SSS                          |
| 595841 | 2004 DE85                | 10 giugno 2010    | CSS                          |
| 595842 | 2004 DR85                | 15 febbraio 2012  | Pan-STARRS                   |
| 595843 | 2004 DY85                | 13 aprile 2008    | Spacewatch                   |
| 595844 | 2004 DZ85                | 13 novembre 2010  | Mount Lemmon Survey          |
| 595845 | 2004 EB44                | 13 marzo 2004     | NEAT                         |
| 595846 | 2004 EV44                | 15 marzo 2004     | Spacewatch                   |
| 595847 | 2004 EX99                | 15 marzo 2004     | Spacewatch                   |
| 595848 | 2004 EC110               | 15 marzo 2004     | Spacewatch                   |
| 595849 | 2004 EK116               | 13 gennaio 2011   | Spacewatch                   |
| 595850 | 2004 EM116               | 25 febbraio 2014  | Pan-STARRS                   |
| 595851 | 2004 EN116               | 15 marzo 2004     | Spacewatch                   |
| 595852 | 2004 EQ116               | 15 marzo 2004     | Spacewatch                   |
| 595853 | 2004 EV117               | 21 dicembre 2012  | Mount Lemmon Survey          |
| 595854 | 2004 FD5                 | 22 marzo 2004     | P. R. Holvorcem, M. Schwartz |
| 595855 | 2004 FB7                 | 16 marzo 2004     | Spacewatch                   |
| 595856 | 2004 FW7                 | 16 marzo 2004     | Spacewatch                   |
| 595857 | 2004 FL70                | 17 marzo 2004     | C. Demeautis, D. Matter      |
| 595858 | 2004 FE71                | 17 marzo 2004     | Spacewatch                   |
| 595859 | 2004 FU73                | 17 marzo 2004     | Spacewatch                   |
| 595860 | 2004 FP74                | 17 marzo 2004     | Spacewatch                   |
| 595861 | 2004 FL76                | 18 marzo 2004     | Spacewatch                   |
| 595862 | 2004 FQ113               | 21 marzo 2004     | Spacewatch                   |
| 595863 | 2004 FP144               | 29 marzo 2004     | Spacewatch                   |
| 595864 | 2004 FB167               | 4 dicembre 2007   | Spacewatch                   |
| 595865 | 2004 FM167               | 20 marzo 2004     | Spacewatch                   |
| 595866 | 2004 FV169               | 7 settembre 2015  | CSS                          |
| 595867 | 2004 FZ169               | 27 marzo 2004     | Spacewatch                   |
| 595868 | 2004 FW170               | 13 febbraio 2007  | Mount Lemmon Survey          |
| 595869 | 2004 FL171               | 3 maggio 2008     | Mount Lemmon Survey          |
| 595870 | 2004 FN171               | 21 marzo 2015     | Mount Lemmon Survey          |
| 595871 | 2004 FV173               | 19 marzo 2012     | V. Gerke                     |
| 595872 | 2004 FH174               | 28 ottobre 2017   | Pan-STARRS                   |
| 595873 | 2004 FZ174               | 25 luglio 2017    | Pan-STARRS                   |
| 595874 | 2004 GD11                | 12 aprile 2004    | SSS                          |
| 595875 | 2004 GM44                | 12 aprile 2004    | Spacewatch                   |
| 595876 | 2004 GP47                | 12 aprile 2004    | Spacewatch                   |
| 595877 | 2004 GR61                | 13 aprile 2004    | Spacewatch                   |
| 595878 | 2004 GK85                | 14 aprile 2004    | Spacewatch                   |
| 595879 | 2004 GP91                | 12 novembre 2007  | Mount Lemmon Survey          |
| 595880 | 2004 GX91                | 12 aprile 2004    | Spacewatch                   |
| 595881 | 2004 GG92                | 14 aprile 2004    | Spacewatch                   |
| 595882 | 2004 HX39                | 19 aprile 2004    | Spacewatch                   |
| 595883 | 2004 HK80                | 29 ottobre 2005   | Spacewatch                   |
| 595884 | 2004 HM81                | 22 settembre 2008 | Spacewatch                   |
| 595885 | 2004 HV82                | 8 maggio 2008     | Mount Lemmon Survey          |
| 595886 | 2004 HW82                | 13 agosto 2012    | Pan-STARRS                   |
| 595887 | 2004 HC83                | 19 aprile 2004    | Spacewatch                   |
| 595888 | 2004 HC84                | 3 settembre 2008  | Spacewatch                   |
| 595889 | 2004 HY84                | 21 marzo 2009     | Mount Lemmon Survey          |
| 595890 | 2004 JP{{{2}}}           | 9 maggio 2004     | Spacewatch                   |
| 595891 | 2004 JS45                | 16 marzo 2004     | Spacewatch                   |
| 595892 | 2004 JY48                | 13 maggio 2004    | Spacewatch                   |
| 595893 | 2004 JU56                | 1 ottobre 2009    | Mount Lemmon Survey          |
| 595894 | 2004 JB58                | 28 febbraio 2014  | Pan-STARRS                   |
| 595895 | 2004 KQ7                 | 20 maggio 2004    | Spacewatch                   |
| 595896 | 2004 KS19                | 23 maggio 2004    | Spacewatch                   |
| 595897 | 2004 KW19                | 17 aprile 2012    | CSS                          |
| 595898 | 2004 KV20                | 7 maggio 2014     | Pan-STARRS                   |
| 595899 | 2004 KO21                | 19 luglio 2015    | Pan-STARRS                   |
| 595900 | 2004 KU21                | 31 agosto 2005    | Spacewatch                   |

## 595901–596000
| Nome   | Designazione provvisoria | Data di scoperta  | Scopritore                   |
| ------ | ------------------------ | ----------------- | ---------------------------- |
| 595901 | 2004 MG5                 | 23 giugno 2004    | J. Pittichová, J. Bedient    |
| 595902 | 2004 MB9                 | 27 maggio 2008    | Mount Lemmon Survey          |
| 595903 | 2004 MC10                | 26 maggio 2014    | Pan-STARRS                   |
| 595904 | 2004 NA30                | 14 luglio 2004    | LINEAR                       |
| 595905 | 2004 OV15                | 18 settembre 2010 | Mount Lemmon Survey          |
| 595906 | 2004 PJ26                | 8 agosto 2004     | NEAT                         |
| 595907 | 2004 PT44                | 7 agosto 2004     | NEAT                         |
| 595908 | 2004 PD55                | 8 agosto 2004     | NEAT                         |
| 595909 | 2004 PE67                | 12 agosto 2004    | LINEAR                       |
| 595910 | 2004 PB70                | 7 agosto 2004     | NEAT                         |
| 595911 | 2004 PK78                | 9 agosto 2004     | LINEAR                       |
| 595912 | 2004 PC87                | 11 agosto 2004    | LINEAR                       |
| 595913 | 2004 PN97                | 15 agosto 2004    | R. Ferrando                  |
| 595914 | 2004 PO105               | 13 agosto 2004    | NEAT                         |
| 595915 | 2004 PO111               | 10 agosto 2004    | NEAT                         |
| 595916 | 2004 PZ114               | 20 agosto 2004    | Spacewatch                   |
| 595917 | 2004 PR115               | 13 marzo 2008     | Spacewatch                   |
| 595918 | 2004 PQ118               | 13 marzo 2007     | Spacewatch                   |
| 595919 | 2004 PX120               | 22 maggio 2014    | Mount Lemmon Survey          |
| 595920 | 2004 QR15                | 23 agosto 2004    | Spacewatch                   |
| 595921 | 2004 QT15                | 23 agosto 2004    | Spacewatch                   |
| 595922 | 2004 QQ16                | 21 agosto 2004    | Osservatorio di Mauna Kea    |
| 595923 | 2004 QP29                | 30 luglio 2008    | Spacewatch                   |
| 595924 | 2004 QQ29                | 29 luglio 2008    | Spacewatch                   |
| 595925 | 2004 QY29                | 9 aprile 2015     | Mount Lemmon Survey          |
| 595926 | 2004 QQ30                | 22 agosto 2004    | Spacewatch                   |
| 595927 | 2004 QC31                | 12 luglio 2010    | WISE                         |
| 595928 | 2004 QN33                | 10 settembre 2015 | Pan-STARRS                   |
| 595929 | 2004 QM35                | 14 ottobre 2010   | Mount Lemmon Survey          |
| 595930 | 2004 QB36                | 23 ottobre 2011   | Mount Lemmon Survey          |
| 595931 | 2004 QR37                | 22 agosto 2004    | Spacewatch                   |
| 595932 | 2004 RO9                 | 7 settembre 2004  | NEAT                         |
| 595933 | 2004 RB20                | 15 agosto 2004    | NEAT                         |
| 595934 | 2004 RY23                | 7 agosto 2004     | NEAT                         |
| 595935 | 2004 RQ26                | 6 settembre 2004  | SSS                          |
| 595936 | 2004 RT26                | 12 agosto 2004    | CINEOS                       |
| 595937 | 2004 RK52                | 8 settembre 2004  | LINEAR                       |
| 595938 | 2004 RM52                | 8 settembre 2004  | LINEAR                       |
| 595939 | 2004 RJ70                | 8 settembre 2004  | LINEAR                       |
| 595940 | 2004 RK92                | 8 settembre 2004  | LINEAR                       |
| 595941 | 2004 RK114               | 7 settembre 2004  | Spacewatch                   |
| 595942 | 2004 RN115               | 25 agosto 2004    | Spacewatch                   |
| 595943 | 2004 RJ117               | 8 settembre 1996  | Spacewatch                   |
| 595944 | 2004 RM122               | 7 settembre 2004  | Spacewatch                   |
| 595945 | 2004 RJ126               | 7 settembre 2004  | Spacewatch                   |
| 595946 | 2004 RS132               | 7 settembre 2004  | Spacewatch                   |
| 595947 | 2004 RN133               | 12 febbraio 2011  | Mount Lemmon Survey          |
| 595948 | 2004 RU133               | 7 settembre 2004  | Spacewatch                   |
| 595949 | 2004 RJ143               | 11 agosto 2004    | NEAT                         |
| 595950 | 2004 RE144               | 15 agosto 2004    | SSS                          |
| 595951 | 2004 RH144               | 8 settembre 2004  | NEAT                         |
| 595952 | 2004 RP144               | 8 settembre 2004  | M. Tichý                     |
| 595953 | 2004 RV189               | 16 agosto 2004    | NEAT                         |
| 595954 | 2004 RU196               | 15 luglio 2004    | LINEAR                       |
| 595955 | 2004 RH219               | 11 settembre 2004 | LINEAR                       |
| 595956 | 2004 RP221               | 10 agosto 2004    | NEAT                         |
| 595957 | 2004 RU239               | 10 settembre 2004 | Spacewatch                   |
| 595958 | 2004 RN259               | 10 settembre 2004 | Spacewatch                   |
| 595959 | 2004 RA261               | 10 settembre 2004 | Spacewatch                   |
| 595960 | 2004 RL264               | 10 settembre 2004 | Spacewatch                   |
| 595961 | 2004 RM264               | 10 settembre 2004 | Spacewatch                   |
| 595962 | 2004 RN266               | 11 settembre 2004 | Spacewatch                   |
| 595963 | 2004 RH284               | 17 luglio 2004    | Cerro Tololo Obs.            |
| 595964 | 2004 RK284               | 15 settembre 2004 | Spacewatch                   |
| 595965 | 2004 RT298               | 11 settembre 2004 | Spacewatch                   |
| 595966 | 2004 RY299               | 11 settembre 2004 | Spacewatch                   |
| 595967 | 2004 RQ312               | 7 agosto 2004     | NEAT                         |
| 595968 | 2004 RV313               | 15 settembre 2004 | Spacewatch                   |
| 595969 | 2004 RH332               | 14 settembre 2004 | NEAT                         |
| 595970 | 2004 RJ357               | 22 novembre 2006  | Spacewatch                   |
| 595971 | 2004 RK357               | 8 settembre 2004  | LINEAR                       |
| 595972 | 2004 RB358               | 17 settembre 2012 | M. Schwartz, P. R. Holvorcem |
| 595973 | 2004 RN359               | 14 aprile 2008    | Mount Lemmon Survey          |
| 595974 | 2004 RY360               | 28 settembre 2008 | Mount Lemmon Survey          |
| 595975 | 2004 RP361               | 15 aprile 2008    | Mount Lemmon Survey          |
| 595976 | 2004 RQ361               | 15 aprile 2008    | Mount Lemmon Survey          |
| 595977 | 2004 RT361               | 24 dicembre 2017  | Pan-STARRS                   |
| 595978 | 2004 RA364               | 12 febbraio 2012  | Mount Lemmon Survey          |
| 595979 | 2004 RH365               | 10 settembre 2004 | Spacewatch                   |
| 595980 | 2004 RN366               | 7 settembre 2004  | Spacewatch                   |
| 595981 | 2004 ST6                 | 26 settembre 2000 | Spacewatch                   |
| 595982 | 2004 SB44                | 10 settembre 2004 | LINEAR                       |
| 595983 | 2004 SL49                | 21 settembre 2004 | LINEAR                       |
| 595984 | 2004 ST62                | 7 agosto 2015     | Pan-STARRS                   |
| 595985 | 2004 SW62                | 19 gennaio 2012   | Pan-STARRS                   |
| 595986 | 2004 SZ62                | 15 aprile 2007    | Spacewatch                   |
| 595987 | 2004 SO63                | 20 agosto 2008    | Spacewatch                   |
| 595988 | 2004 SK64                | 23 settembre 2015 | Pan-STARRS                   |
| 595989 | 2004 TD1                 | 5 ottobre 2004    | G. R. Jones                  |
| 595990 | 2004 TR22                | 4 ottobre 2004    | Spacewatch                   |
| 595991 | 2004 TX29                | 4 ottobre 2004    | Spacewatch                   |
| 595992 | 2004 TF39                | 4 ottobre 2004    | Spacewatch                   |
| 595993 | 2004 TY39                | 4 ottobre 2004    | Spacewatch                   |
| 595994 | 2004 TM43                | 4 ottobre 2004    | Spacewatch                   |
| 595995 | 2004 TX84                | 5 ottobre 2004    | Spacewatch                   |
| 595996 | 2004 TF116               | 4 ottobre 2004    | J. C. Barentine              |
| 595997 | 2004 TB141               | 4 ottobre 2004    | Spacewatch                   |
| 595998 | 2004 TG153               | 12 settembre 2004 | Spacewatch                   |
| 595999 | 2004 TZ178               | 7 ottobre 2004    | Spacewatch                   |
| 596000 | 2004 TU188               | 23 settembre 2004 | Spacewatch                   |